# Only Time
Only Time (englisch etwa „Nur (die) Zeit“) ist ein Lied der irischen New-Age-Sängerin Enya. Der Popsong wurde im November 2000 als erste Singleauskopplung ihres fünften Studioalbums A Day Without Rain veröffentlicht. Weltweit bekannt wurde er durch die Terroranschläge am 11. September 2001, als er für einen Zusammenschnitt von Videos des Attentats verwendet wurde.

## Musik, Text und Produktion
Only Time wurde von Enya komponiert, der Text von Roma Ryan geschrieben. Das Stück ist eine ruhige New-Age-Ballade. Inhaltlich werden diverse Fragen gestellt, die sich vor allem um die Zukunft und die Liebe drehen. Als Antwort auf all diese Fragen wird jeweils „nur die Zeit“ gegeben.

“Who can say where the road goes

Where the day flows, only time

And who can say if your love grows

As your heart chose, only time”

Das Stück wurde vom irischen Musikproduzenten Nicky Ryan produziert.

## Musikvideo
Bei dem zu Only Time gedrehten Musikvideo führte der britische Regisseur Graham Fink Regie. Auf YouTube verzeichnet das Video über 311 Millionen Aufrufe (Stand: Juli 2025). Zu Beginn singt Enya den Song nachts im Regen sowie in einer Ruine, in der ein Flügel steht. Kurz darauf ist eine Sanduhr zu sehen, es wechselt zum Tag und die Ruine füllt sich mit Sand. Anschließend folgt ein weiterer Zeitwechsel und Enya singt das Lied zwischen fallenden Laubblättern. Gegen Ende schneit es, wobei sie sich immer noch in derselben Ruine befindet.

## Preise
Bei der Echoverleihung 2002 erhielt Only Time den Preis in der Kategorie Erfolgreichster internationaler Song des Jahres.

## Kommerzieller Erfolg

### Chartplatzierungen
Only Time stieg am 8. Januar 2001 auf Platz 95 in die deutschen Charts ein. Erst nachdem der Song als musikalische Untermalung im Rahmen der Fernsehübertragungen zu den Terroranschlägen am 11. September 2001 verwendet worden war, erreichte Only Time am 1. Oktober 2001 die Chartspitze in Deutschland, an der es sich sechs Wochen hielt. Insgesamt konnte sich das Lied 26 Wochen lang in den Top 100 halten, davon zehn Wochen in den Top 10. In den deutschen Jahrescharts 2001 belegte die Single Position 2.
Ebenfalls Rang 1 erreichte Only Time in der Schweiz, während es in Österreich Platz 2 und in den Vereinigten Staaten Position 10 belegte. Die Einnahmen durch das Lied spendete Enya den Hinterbliebenen der Anschlagsopfer und den New Yorker Feuerwehrleuten.
| ChartsChartplatzierungen       | Höchstplatzierung | Wochen |
| ------------------------------ | ----------------- | ------ |
| Deutschland (GfK)              | 1 (26 Wo.)        | 26     |
| Irland (IRMA)                  | 58 (6 Wo.)        | 6      |
| Österreich (Ö3)                | 2 (22 Wo.)        | 22     |
| Schweiz (IFPI)                 | 1 (30 Wo.)        | 30     |
| Vereinigte Staaten (Billboard) | 10 (32 Wo.)       | 32     |
| Vereinigtes Königreich (OCC)   | 32 (4 Wo.)        | 4      |

| ChartsJahrescharts (2001)      | Platzierung |
| ------------------------------ | ----------- |
| Deutschland (GfK)              | 2           |
| Österreich (Ö3)                | 9           |
| Schweiz (IFPI)                 | 8           |
| Vereinigte Staaten (Billboard) | 59          |

### Auszeichnungen für Musikverkäufe
Only Time wurde 2004 für mehr als 750.000 Verkäufe in Deutschland mit einer dreifachen Goldenen Schallplatte ausgezeichnet.
| Land/Region                  | Auszeichnungen für Musikverkäufe (Land/Region, Auszeichnung, Verkäufe) | Verkäufe  |
| ---------------------------- | ---------------------------------------------------------------------- | --------- |
| Dänemark (IFPI)              | Gold                                                                   | 45.000    |
| Deutschland (BVMI)           | 3× Gold                                                                | 750.000   |
| Italien (FIMI)               | Gold                                                                   | 25.000    |
| Neuseeland (RMNZ)            | Gold                                                                   | 15.000    |
| Österreich (IFPI)            | Gold                                                                   | 25.000    |
| Schweiz (IFPI)               | Gold                                                                   | 25.000    |
| Spanien (Promusicae)         | Platin                                                                 | 60.000    |
| Vereinigtes Königreich (BPI) | Gold                                                                   | 400.000   |
| Insgesamt                    | 7× Gold · 2× Platin ·                                                  | 1.345.000 |

Hauptartikel: Enya/Auszeichnungen für Musikverkäufe

## Coverversionen
Im November 2024 brachte Nifra zusammen mit Sarah de Warren mit der Single Time eine Coverversion im Stil der elektronischen Tanzmusik heraus.

## Verwendung in Medien
- Only Time erschien im Jahr 2001 im Soundtrack des Films Sweet November, in dem der Song als Untermalung einer Schlüsselszene zu hören ist.
- Er wurde als Hintergrundmusik für den Werbespot The Epic Split für Volvo Trucks aus dem Jahr 2013 verwendet, in dem Jean-Claude Van Damme einen Spagat zwischen zwei rückwärts fahrenden Trucks vollführt. Kurz danach stieg das Lied erneut in die Billboard Hot 100 ein, wo es Platz 43 erreichte.[12]